# La Mã cổ đại
La Mã cổ đại là nền văn minh La Mã bắt đầu từ sự kiện thành lập thành phố Rome vào thế kỷ thứ ́8 TCN cho tới sự sụp đổ của Đế quốc Tây La Mã vào thế kỷ thứ 5 CN, bao gồm các thời kỳ Vương quốc La Mã, Cộng hoà La Mã và Đế quốc La Mã cho tới khi đế quốc Tây La Mã sụp đổ. Thuật ngữ này đôi khi chỉ được sử dụng để nhắc đến các thời kỳ vương quốc và cộng hòa, ngoài ra không bao gồm thời kỳ đế quốc tiếp sau.
Nền văn minh này bắt đầu khi một khu định cư của người Italici ở bán đảo Italia, có niên đại vào thế kỷ thứ 8 TCN, đã phát triển tạo nên thành phố Rome và sau đó tên gọi của nó được đặt cho toàn bộ đế quốc mà nó cai trị và cho nền văn minh phổ biến được đế quốc khuếch trương. Đế quốc La Mã đã bành trướng để trở thành một trong những đế quốc lớn nhất trong thế giới cổ đại, mặc dù vẫn được cai trị từ thành phố Rome, cùng với dân số được ước tính là từ 50 tới 90 triệu người (khoảng gần 20% dân số thế giới) và bao phủ 5 triệu kilomet vuông tại thời điểm đỉnh cao của nó vào năm 117 CN.
Trong nhiều thế kỷ tồn tại của mình, nhà nước La Mã đã phát triển từ một nền quân chủ thành một nền Cộng hòa cổ điển và sau đó thành một đế quốc ngày càng chuyên chế. Thông qua việc chinh phục và đồng hóa, nó cuối cùng đã thống trị khu vực Địa Trung Hải, Tây Âu, Tiểu Á, Bắc Phi, và nhiều vùng của Bắc và Đông Âu. Nó thường được xếp vào thời kỳ Cổ đại cổ điển cùng với Hy Lạp cổ đại, và những nền văn hóa và xã hội tương tự của họ được biết đến như là thế giới Hy Lạp-La Mã.
Nền văn minh La Mã cổ đại đã góp phần tạo nên chính quyền, luật pháp, chính trị, kỹ nghệ, nghệ thuật, văn chương, kiến trúc, công nghệ, chiến tranh, tôn giáo, ngôn ngữ, và xã hội hiện đại. Rome đã chuyên nghiệp hóa và mở rộng quân đội của mình và tạo ra một hệ thống chính quyền gọi là res publica, đây cũng là nguồn cảm hứng cho các nền cộng hòa hiện đại như là Hoa Kỳ và Pháp. Nó đã đạt được những thành tựu ấn tượng về công nghệ và kiến trúc, như là xây dựng một hệ thống cống dẫn nước và đường sá rộng lớn, cũng như xây dựng các tượng đài, cung điện, và các công trình công cộng lớn.
Vào cuối thời kỳ Cộng hòa (27 TCN), Rome đã chinh phục các vùng đất xung quanh khu vực Địa Trung Hải và xa hơn nữa: Lãnh thổ của nó kéo dài từ Đại Tây Dương tới Ả rập và từ cửa sông Rhine tới Bắc Phi. Đế quốc La Mã đã nổi lên cùng với sự kết thúc của nền Cộng hòa và chế độ độc tài của Augustus Caesar. Các cuộc Chiến tranh La Mã-Ba Tư kéo dài 721 năm đã bắt đầu vào năm 92 TCN cùng với cuộc chiến tranh đầu tiên của họ chống lại Parthia. Nó sẽ trở thành cuộc xung đột kéo dài lâu nhất trong lịch sử nhân loại, và gây ra những hậu quả và tác động lâu dài đối với cả hai đế quốc. Dưới thời Trajan, đế quốc đạt tới đỉnh cao về lãnh thổ của nó. Những truyền thống và tục lệ của chế độ Cộng hòa đã bắt đầu suy tàn trong thời kỳ đế quốc, cùng với đó những cuộc nội chiến đã trở thành một sự kiện mở đầu thông thường đối với sự trỗi dậy của một hoàng đế mới. Những quốc gia ly khai chẳng hạn như đế quốc Palmyra sẽ tạm thời chia cắt đế quốc trong cuộc khủng hoảng của thế kỷ thứ 3.
Do những bất ổn nội bộ và bị tấn công bởi nhiều dân tộc di cư, phần phía Tây của đế quốc đã tan vỡ thành những vương quốc độc lập của "người rợ" vào thế kỷ thứ 5 TCN. Sự tan rã này là một cột mốc được các nhà sử học sử dụng để tách biệt thời kỳ cổ đại của lịch sử thế giới khỏi "Kỷ nguyên Tăm Tối" tiền Trung Cổ của Châu Âu. Phần phía đông của đế quốc đã tồn tại qua được thế kỷ thứ 5 và vẫn còn là một cường quốc trong suốt "Kỷ nguyên Tăm Tối" và thời kỳ Trung Cổ cho đến khi nó bị sụp đổ vào năm 1453 CN. Mặc dù các cư dân của đế quốc này không tạo nên sự khác biệt nào, đế quốc này đa phần thường được nhắc đến như là "Đế quốc Byzantine" trong thời kỳ Trung Cổ bởi các sử gia hiện đại để phân biệt giữa quốc gia cổ đại và quốc gia mà nó đã phát triển thành.

## Lịch sử

### Thời kì Vương chính
Thành phố Roma phát triển từ những khu định cư trên và xung quanh đồi Palatine, xấp xỉ mười tám dặm từ biển Tyrrhenia (một phần của biển Địa Trung Hải) trên dòng sông Tiber. Tại vị trí này sông Tiber có một hòn đảo mà ở đó có thể lội qua sông. Do dòng sông và chỗ cạn, Roma ở vị trí quyết định đối với giao thông và buôn bán.
Trong truyền thuyết của người La Mã, Roma được xây dựng bởi Romulus vào ngày 21 tháng 4 năm 753 TCN. Romulus, người mà tên đã được coi là sinh ra tên của thành Roma, là người đầu tiên trong 7 vị vua của Roma mà người cuối cùng là Tarquin Kiêu hãnh bị phế truất vào năm 510 hay 509 TCN khi La Mã Cộng hoà được thiết lập. Những vị vua thần thoại hay bán thần thoại là (theo thứ tự thời gian): Romulus, Numa Pompilius (Vua hiền Numa), Tullus Hostilius, Ancus Marcius, Tarquinius Priscus, Servius Tullius, và Tarquinius Superbus (Tarquin Kiêu hãnh).

### Thời kì Cộng hoà
Cộng hòa La Mã được thành lập vào năm 509 TCN, theo những tác giả về sau như Livy, khi nhà vua bị hạ bệ, và một hệ thống dựa trên những quan chức hành chính địa phương được bầu ra hằng năm. Quan trọng nhất là hai quan chấp chính tối cao, những người cùng nhau áp dụng quyền hành pháp, nhưng phải đấu tranh với Hội đồng Nguyên lão cứ lớn lên về quy mô và quyền lực cùng với lực lượng của nền Cộng hoà. Các chức vị quan toà lúc đầu chỉ được giới hạn cho quý tộc nhưng sau này được mở rộng cho cả người bình dân.
Người La Mã dần dần đánh bại những dân tộc khác trên bán đảo Ý, chủ yếu liên quan đến những bộ tộc Ý khác (thuộc dòng Ấn-Âu) như người Samnite và Sabine, nhưng cũng có cả người Etrusca. Mối đe doạ cuối cùng cho đế chế La Mã đến khi Tarentum, một thuộc địa lớn của Hy Lạp, nhận được sự giúp đỡ của vua xứ Ipiros là Pyrros vào năm 282 TCN.
Trong nửa sau của thế kỷ thứ III TCN, Roma xung đột với Carthage trong 2 cuộc Chiến tranh Punic, xâm chiếm Sicilia và Iberia. Sau khi đánh bại Vương quốc Macedonia và Đế chế Seleucid vào thế kỷ thứ II TCN, người La Mã trở thành những người chủ không thể chối cãi của vùng Địa Trung Hải.
Xung đột nội bộ giờ đây trở thành mối đe doạ lớn nhất đối với nền Cộng hoà. Hội đồng Nguyên lão, khư khư giữ lấy quyền lực cho mình, liên tục phản đối những cải cách đất đai quan trọng. Một hậu quả không lường trước được từ cải cách quân sự của Gaius Marius là quân lính thường có lòng trung thành với người chỉ huy của họ nhiều hơn đối với thành phố, và một vị tướng hùng mạnh như Marius, hay đối thủ của ông Lucius Cornelius Sulla, có đủ khả năng uy hiếp buộc thành phố và Hội đồng Nguyên lão phải nhượng bộ.
Vào giữa thế kỷ I TCN ba người, Julius Caesar, Gnaeus Pompeius Magnus (Pompey) và Marcus Licinius Crassus, đã nắm quyền kiểm soát không chính thức của chính phủ cộng hoà thông qua một hiệp ước bí mật được biết đến như là Chế độ Tam hùng đầu tiên. Caesar có thể hoà hợp với những đối thủ Pompey và Crassus, cả hai đều là những người cực giàu với quân đội riêng và sự nghiệp thượng nghị sĩ, và hành động vì lợi ích của cả hai người khi bầu chọn quan chấp chính tối cao, trước khi dùng cương vị thống đốc của mình như người cầm quyền của Gaule để tự mình có được danh tiếng quân sự.
Sau cái chết của Crassus và sự sụp đổ của chế độ Tam hùng, một sự tách biệt giữa Caesar và Hội đồng Nguyên lão đã dẫn tới nội chiến, với Pompey dẫn đầu lực lượng của Hội đồng. Caesar chiến thắng và được phong làm nhà độc tài suốt đời sau khi từ chối tước hiệu quốc vương. Tuy nhiên, ông ta chiếm lấy quá nhiều quyền lực quá nhanh đối với một vài thượng nghị sĩ, và bị ám sát trong một âm mưu được tổ chức bởi Brutus và Cassius vào ngày 15 tháng 3 năm 44 TCN.
Một chế độ Tam hùng thứ hai, bao gồm người thừa kế đã được chỉ định là Augustus và những cựu trợ thần Marcus Antonius, Marcus Aemilius Lepidus, lên nắm quyền, nhưng những thành viên của nó nhanh chóng rơi vào một cuộc đấu tranh giành quyền thống trị. Trong nỗ lực cuối giành chính quyền Cộng hoà, Augustus đánh bại Antonius tại trận chiến Actium vào năm 31 TCN và thôn tính những vùng lãnh thổ của Cleopatra, người vợ phương Đông của Antonius. Augustus giữ lại Ai Cập như là thuộc địa không chính thức của nhà vua, bảo đảm một thu nhập để lấy lòng những cư dân thủ đô. Giờ đây ông ta nắm lấy quyền lực gần như tuyệt đối với tư cách là thống soái quân sư, người bảo vệ duy nhất của quần chúng, và quyền lực tối cao trên lãnh thổ La Mã, và lấy tên Augustus. Những xác lập hiến pháp trên (đã biến Roma từ một nước cộng hoà thành một đế quốc). Người kế vị được chỉ định của Augustus, Tiberius, lên nắm quyền mà không có cuộc đổ máu nào (thậm chí còn không có nhiều sự kháng cự), và như vậy đã hoàn thành công trình của ông.

### Thời kì Đế quốc
Trong thời kì Đế quốc, biên giới đế chế tương đối ổn định vì người La Mã đã chế ngự được các cuộc nổi dậy, những kẻ lăm le quyền lợi đế quốc, những cuộc xâm lược của những "người man rợ" (barbarian) và những khó khăn khác. Để đối phó tốt hơn với nhiệm vụ giữ cả đế chế lại với nhau, các hoàng đế bắt đầu chỉ định các vị đồng hoàng đế (co-emperor), mặc dù điều này thường dẫn đến nội chiến. Sau năm 395 đế chế đã bắt đầu tách thành hai phần đông và tây.

### Sụp đổ
Trong Đế quốc La Mã, từ "người man di" chỉ bất cứ ai không phải là một công dân La Mã, và được áp dụng chủ yếu cho những bộ tộc Bắc Âu ngoài tầm ảnh hưởng của nền văn hoá Roma. Năm 476, đế quốc Tây La Mã đã sụp đổ bởi sự tấn công của các bộ tộc man di.
Theo Edward Gibbon, Đế quốc La Mã đã không chống cự được cuộc xâm lược của các bộ tộc man di (barbarian) do sự suy thoái, mất tinh thần chiến đấu của người dân. Sau một thời gian dài sống trong hòa bình, người dân La Mã đã trở nên lười biếng và uỷ mị, họ giao phó nghĩa vụ bảo vệ Đế chế của họ cho bọn lính đánh thuê người man di. Vai trò của lực lượng quân đội người man di trở nên dày đặc và ăn sâu đến nỗi họ có thể dễ dàng vượt mặt Đế chế. Những người La Mã, Gibbon nói, đã trở thành "ẻo lả như phụ nữ và không muốn sống theo kiểu quân sự".
Thêm vào đó, Gibbon cũng ám chỉ vai trò của Thiên chúa giáo trong sự sụp đổ của Roma. Thiên chúa giáo, ông nói, đã tạo ra niềm tin vào một thế giới khác và gợi ý rằng có một cuộc sống tốt đẹp hơn sau cái chết. Điều này cổ vũ sự thờ ơ giữa những công dân La Mã tin rằng họ sẽ có một cuộc sống tốt hơn sau khi họ chết, do đó huỷ hoại ý muốn của họ về việc duy trì và hi sinh cho đế chế. Thêm nữa, sự nổi lên của Thiên chúa giáo cũng tạo ra một sự xác định tư hữu quan trọng hơn nhà nước, làm thu nhỏ hơn mong muốn đưa những nhu cầu của nhà nước lên trên của bản thân. Giải thích này được nhìn nhận với thái độ hoài nghi bởi đế chế chỉ bị tan rã ở phía Tây, trong khi ở phía Đông, Đế chế vẫn tiếp tục như là Đế chế Byzantine ở Phương Đông. Tuy nhiên, mọi người điều đồng ý rằng sự suy tàn và sụp đổ của Đế chế La Mã rất phức tạp không chỉ có một nguyên nhân.
Các nhà sử học ngày nay đã đưa ra nhiều giả thuyết khác nhau cho sự sụp đổ của đế chế phía tây: việc nhiễm độc chì tại các thùng rượu, bệnh dịch, sự mục nát chính trị, văn hóa đô thị không còn sức sáng tạo, và việc dịch chuyển nghĩa vụ quân sự cho người nước ngoài và người ở ven đế quốc.

## Xã hội

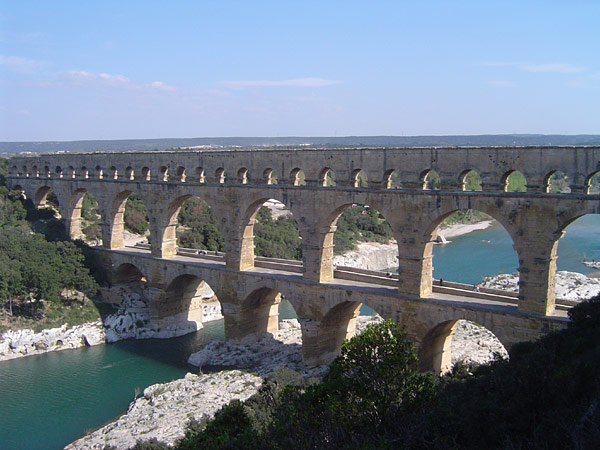
Pont du Gard, hệ thống dẫn nước đế chế La Mã

Cuộc sống của các cư dân La Mã cổ đại được xác định quanh các thành phố như thành phố Roma. Thành phố có một số lượng khổng lồ các công trình xây dựng như là Colosseum, quảng trường của hoàng đế Trajan và đền thờ các vị thần (Pantheon). Trên thành phố Roma cổ có các vòi nước uống tươi mát được cung cấp thường xuyên bởi những hệ thống dẫn nước dài hàng trăm dặm, các rạp hát, khu thể thao lớn, tổ hợp các phòng tắm phức hợp với thư viện và khu mua sắm, khu chợ lớn, cùng với các khu vực sản xuất hàng hóa. Trên lãnh thổ của La Mã, các kiến trúc về nhà ở rất đa dạng, từ những căn nhà đơn giản cho đến các biệt thự quý tộc. Bên trong thủ đô Roma của La Mã cổ đại, là nơi ở của hoàng đế nằm ở trên ngọn đồi thoáng mát, Palatene, có lẽ từ palace bắt nguồn từ đây. Các tầng lớp cư dân từ trung xuống thấp, sống trong thành phố thì sống trong những căn hộ nhiều người, trông giống như nhiều khu dân cư thời hiện nay.
Người La Mã xây dựng các đường ống dẫn nước hầu hết khắp nơi trong lãnh thổ của mình, từ những vùng đất của người Đức ngày nay cho đến Bắc Phi, đặc biệt là ở thành Roma, với các đường dẫn nước dài tổng cộng 415 km. Với việc xây dựng các hệ thống cầu dẫn nước như Pont du Gard, Cầu máng Segovia, người La Mã cũng đã thiết lập nên 1 nền tảng kỹ thuật mà hơn 1000 năm sau vẫn chưa ai vượt qua được.

### Chính phủ
Thời kỳ đầu, Roma được điều hành bởi các vị vua được bầu chọn. Các yêu cầu về năng lực của vua chưa được rõ ràng; ông ta có thể nắm giữ quyền lực gần như độc đoán, hoặc chỉ đơn thuần như một thủ tướng của nghị viện và dân tộc. Ít nhất trong lực lượng quân đội, quyền uy của nhà vua là tuyệt đối. Hơn nữa, vua cũng là lãnh tụ tôn giáo. Để tăng thêm quyền lực của vua, có ba bộ phận hành chính: Nghị viện là nơi tham vấn chính cho vua; Hội đồng Curiata có thể ủng hộ và phê chuẩn các luật lệ mà vua đề xuất; Hội đồng Calata là tập hợp các lãnh đạo tôn giáo của dân chúng nhằm chứng thực hành động đúng, lắng nghe thông cáo và biểu thị sự hăng hái và lên kế hoạch cho ngày hội của tháng tiếp theo.

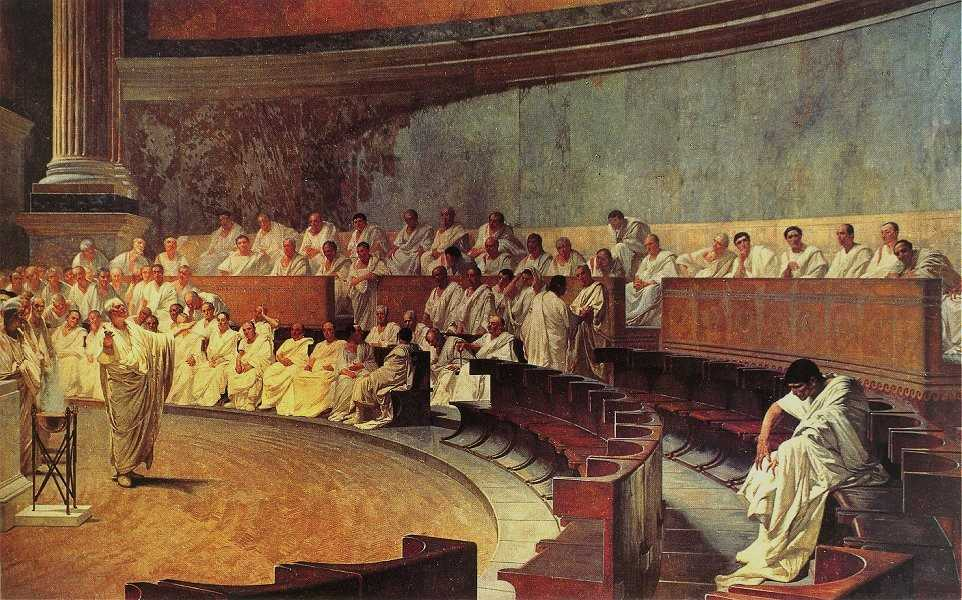
Phòng họp của Nghị viện La Mã

Sự cạnh tranh quyền lực của nền cộng hòa La Mã thể hiện một cách cai trị đặc sắc của một thể chế chính trị dân chủ. Truyền thống pháp luật La Mã chỉ được thông qua bởi sự bỏ phiếu tín nhiệm của nhân dân (Hội đồng Tributa). Tương tự vậy, ứng cử viên cho chức vụ công thì phải thực hiện bầu cử của dân chúng. Tuy nhiên, Nghị viện La Mã được xem như là nơi tập trung cao nhất của quyền lực, tập hợp các cố vấn chính. Nền Cộng hòa La Mã nắm giữ quyền lực to lớn (auctoritas), nhưng thực tế lại không có quyền làm luật; nó được hiểu như là một nhóm cố vấn. Tuy nhiên, giống Nghị viện, bản thân các nghị viên là những cá nhân rất có thế lực, gây khó khăn rất lớn cho các quyết định chung của Nghị viện. Một nghị viên mới phải được chọn trong rất nhiều gia đình quyền thế bởi nhân viên kiểm duyệt (censura), người mà có quyền loại bỏ một nghị viên khỏi Nghị viện, nếu phát hiện thấy nghị viên nào có biểu hiện "mất phẩm chất"; lý do để thay đổi có thể bao gồm cả tội hối lộ (đút lót), hay theo như luật dưới thời Cato Già thì một nghị sĩ bị buộc phải sa thải khi ôm vợ người khác ở chốn công đường.

### Luật pháp
Nguồn gốc của điều cơ bản luật pháp và thực tiễn của La Mã có thể chỉ ra luật của 12 chương mục (từ 449 TCN) cho đến những luật lệ của Hoàng đế Justinian I (khoảng 530). Luật pháp của La Mã như là các luật lệ của Justinian, bởi vì nó là cơ sở lý luận và thực tiễn trong thời kỳ Đế chế Byzantine và trong lục địa Tây Âu, và được tiếp tục ở các thời kỳ về sau, cho đến tận thời kỳ thế kỷ XVIII của rất nhiều quốc gia.
Luật pháp của La Mã gồm 3 phần chính:
- Ius Civile, hay "công luật", áp dụng cho tất cả công dân La Mã và chức vị Praetor Urbanus có trách nhiệm áp dụng luật này,
- Ius Gentium, hay "luật quốc tế", áp dụng cho tất cả các người ngoại quốc trong các trường hợp họ tiếp xúc với các công dân La Mã và chức vị Praetor Peregrinus có trách nhiệm áp dụng luật này, và
- Ius Naturale, hay "luật tự nhiên", bao gồm tất cả các luật trong tự nhiên và được xem như áp dụng cho tất cả mọi người.

### Kinh tế

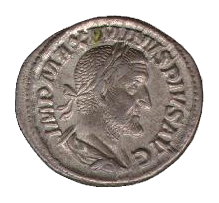
Đồng tiền bằng bạc của Roma

Đế chế La Mã cai trị một vùng lãnh thổ to lớn, cùng với một lượng khổng lồ về tài nguyên thiên và con người. Vốn dĩ, nền kinh tế của La Mã chủ yếu dự trên nền tảng là nông nghiệp và thương mại. Nông nghiệp phát triển kéo theo thương mại phát triển đã làm thay đổi bán đảo Ý, vào khoảng thế kỷ thứ nhất trước Công Nguyên, những người tiểu điền chủ có thể sở hữu những điền trang nho và ôliu rộng lớn. Những tiểu điền chủ không đủ khả năng gây bất ổn về giá cả bởi, Đế chế La Mã đã sáp nhập thêm Ai Cập, Sicilia và Tunisia trở thành các chư hầu cung cấp sản vật. Hàng hóa xuất trở lại từ Roma là dầu ôliu và rượu vang.
Kỹ nghệ và chế tạo đồ dùng với mức hoạt động khá nhỏ, nhưng khá nhộn nhịp là các công việc khai mỏ và khai thác đá xây dựng, tùy theo mức độ xây dựng vào mỗi triều đại khác nhau. Mức độ sản xuất chỉ có các xi nghiệp nhỏ với vài chục lao động. Tuy nhiên, trong lĩnh vực sản xuất gạch xây dựng cũng có những xí nghiệp lên đến hàng trăm người.
Một số nhà viết sử, như Peter Temin, mô tả sự phát triển kinh tế của thời kỳ khởi đầu của La Mã đã thúc đẩy các kỹ nghệ khác và nghệ thuật phát triển, đặc biệt ảnh hưởng mạnh mẽ lên kinh tế thời Phục Hưng và về sau này của châu Âu.

### Gia đình

Một người đàn ông La Mã trong trang phục đặc trưng toga

Đơn vị cơ bản của xã hội La Mã là các "tiểu lâu đài" (household) và gia đình (familiy). Tiểu lâu đài bao gồm người đứng đầu, cha (người cha của gia đình), mẹ, các trẻ em, và những người có quan hệ khác. Ở tầng lớp cao hơn, thì nô lệ và đầy tớ luôn luôn là bộ phận của "tiểu lâu đài". Người đứng đầu tiểu lâu đài có một quyền lực rất lớn với những người sống cùng với ông ta: ông ta có thể quyết định cưới hay tách ly (ly hôn), bán trẻ làm nô lệ, yêu sách về tài sản, có quyền định đoạt cuộc sống của thành viên dưới quyền.
Patria potestas là một khái niệm mở rộng với những người đàn ông (con trai trưởng thành) đối với lâu đài của ông ta sinh sống. Người con gái, bắt buộc phải chịu sự điều hành và cai quản của gia đình bên chồng mình.
Tập hợp của các tiểu lâu đài có liên hệ tạo nên một gia đình (gens). Gia đình luôn là nền tảng trên quan hệ huyết thống (hoặc con nuôi được thừa nhận), nhưng thực chất chính là liên minh về quản trị và kinh tế. Đặc biệt, trong thời kỳ Cộng Hòa Roman, có một số gia đình siêu quyền thế, thường tham gia vào công việc chính trị của đế chế.
Dưới thời La Mã việc sử dụng các đám cưới được xem trọng như một hình thức củng cố hoặc tìm kiếm mối liên kết về đồng minh hơn là sự lãng mạn của tình yêu, đặc biệt đối với giai cấp quyền thế. Người cha luôn có ý tìm chồng cho con gái của mình khi cô con gái bước vào tuổi từ 12 đến 14 tuổi. Người chồng luôn được gặp gỡ thường xuyên với cô dâu trước ngày cưới. Trong khi, những người con gái của gia đình quyền thế có xu hướng lấy chồng sớm, thì con gái của tầng lớp dưới thường kết hôn muộn hơn.

### Các tầng lớp
Những cư dân La Mã tự do được chia thành 2 tầng lớp: quý tộc và người bình dân. Quý tộc là tầng lớp thống trị. Ban đầu, chỉ có họ mới có thể được bầu vào các chức vị. Việc lấy nhau giữa các tầng lớp bị cấm và danh hiệu quý tộc chỉ có thể được thừa kế chứ không được nhận. Dưới nền Cộng hoà La Mã, một loạt những đấu tranh dẫn tới việc người bình dân được hưởng những quyền bình đẳng hoặc gần như bình đẳng.
Cuối thời kì Cộng hoà, sự phân biệt giữa quý tộc và người bình dân bắt đầu mất đi ý nghĩa của nó. Một tầng lớp cai trị mới, gọi là quý nhân, là những gia đình, quý tộc hay người bình dân, đã sản ra một quan chấp chính tối cao. Trong thời kì Đế quốc, sự phân chia giai cấp bị bỏ và bị hầu hết mọi người quên lãng.
Đầu thời kì Cộng hoà, những công dân còn bị chia thành các tầng lớp dựa vào vũ khí mà họ có thể mua được cho nghĩa vụ quân sự. Tầng lớp giàu nhất là những người cưỡi ngựa hoặc kị sĩ, những người có thể mua được một con ngựa chiến. Có cả người cưỡi ngựa là quý tộc và người bình dân. Sau này nước Cộng hoà đã cố định lượng tài sản được thay bằng quân trang như cơ sở của sự phân chia giai cấp. Những tầng lớp trên có nhiều quyền lực và uy tín chính trị hơn những tầng lớp dưới. Hệ thống này cũng mất đi ý nghĩa của nó sau sự bãi bỏ của nền Cộng hoà.

### Cưới xin
Đối với tầng lớp thượng lưu La Mã, người cha thường bắt đầu tìm người chồng cho con gái của mình khi con gái họ vào khoảng 12-14 tuổi. Người chồng có thể lớn hơn cô dâu khoảng hai tuổi hay thậm chí gấp ba lần tuổi cô ta. Thường là các cô không hoặc ít phản đối - mặc dù có bằng chứng rằng một số cô gái có quyền chọn chồng cho mình (con gái và vợ Cicero tự ý tìm chồng cho cô). Trong khi tầng lớp thượng lưu cưới lúc còn rất trẻ, có bằng chứng cho thấy phụ nữ thuộc tầng lớp hạ lưu - thường cưới muộn hơn vào khoảng độ tuổi mười mấy, đầu hai mươi. Cưới xin đối với họ không mang lại nhiều lợi ích về kinh tế và chính trị trong thế giới chính trị La Mã cắt cổ, vì thế không việc gì phải vội.
Bạn bè và gia đình tham dự lễ dạm hỏi trước lễ cưới. Tại buổi lễ này người cha được hỏi liệu ông có hứa gả con gái mình ("cô dâu") và thường thì phải trả lời là có. Cô dâu tương lai sau đó sẽ được nhận các món quà cưới trong đó có một chiếc nhẫn để đeo vào ngón giữa, mà nhiều người tin rằng tại đấy có dây thần kinh nối thẳng với tim.

### Giáo dục
Mục tiêu của nền giáo dục ở Roma là làm cho các học sinh trở thành những nhà hùng biện có ảnh hưởng lớn. Tuy nhiên, do chi phí khá cao so với mặt bằng thu nhập nên thường thì chỉ có các gia đình quý tộc hoặc giàu có mới đủ điều kiện cho con tới trường học. Những gia đình nghèo không có đủ tiền thì con cái của họ phải tự học ở nhà, còn con cái của nô lệ thì không có quyền tới trường.
Trường học khai giảng vào ngày 24 tháng 3 hằng năm. Mỗi ngày học bắt đầu vào sáng sớm và kéo dài đến hết buổi chiều. Thông thường, những đứa trẻ được dạy đọc và viết bởi cha của chúng. Về sau, khoảng 200 năm TCN, những đứa bé trai và gái được gửi đến trường khi chúng được khoảng 6 tuổi. Nền giáo dục cơ bản của Roma bao gồm đọc, viết, và đếm, và những vật dụng bao gồm những cuộn giấy da và sách. Ở tuổi 13, học sinh học về văn học Hi Lạp và La Mã và cả phần ngữ pháp. Ở tuổi 16, một số học sinh vào học ở trường hùng biện. Những người nghèo hơn thương được dạy ở nhà bởi người cha bởi vì trường học không phải là miễn phí.

### Sức khỏe
Đa số người La Mã tắm tại các nhà tắm công cộng hay nhà tắm tư hằng ngày, không chỉ vì sạch sẽ mà còn vì lý do xã hội.

## Kinh tế
Nền kinh tế thời kì đầu phụ thuộc vào lực lượng lao động nô lệ, và nô lệ chiếm khoảng 20 phần trăm dân số. Giá của 1 nô lệ phụ thuộc vào kĩ năng của họ, và một nô lệ có huấn luyện y khoa tương đương với 50 nô lệ làm nông nghiệp. Vào các thời kỳ sau, việc thuê sức lao động trở nên kinh tế hơn là sở hữu nô lệ.

### Tài chính
Mặc dù việc đổi hàng lấy hàng là thông dụng (và thường được sử dụng trong việc thu thuế) hệ thống tiền tệ đã phát triển ở mức độ cao, với tiền xu bằng đồng thau, đồng thiếc và kim loại quý được lưu thông xuyên suốt đế chế và ra ngoài biên giới (một vài đồng đã được phát hiện ở Ấn Độ).

### Buôn bán
Ngựa thì quá đắt, và những súc vật thồ khác thì quá chậm cho buôn bán lớn trên những con đường của người La Mã dùng để nối giữa những bốt quân sự hơn là chợ và hiếm khi được thiết kế để dùng bánh xe. Do đó có rất ít vận chuyển hàng hoá giữa các vùng của La Mã, cho đến sự nổi lên của nền buôn bán bằng đường thủy của người La Mã vào thế kỷ thứ II TCN. Nền buôn bán nông nghiệp tự do đã thay đổi cảnh quan của Ý, và đến thế kỷ I TCN những điền trang nho và oliu rộng lớn đã thế chỗ những nông dân tiểu canh, những người đã không thể địch được với giá ngũ cốc nhập khẩu. Khối lượng buôn bán lớn đến nỗi chỉ một đụn những đồ chứa bằng gốm chưa hoàn tất đã cao tới hơn 40 mét và có chu vi tới 1 kilômét.

## Văn hóa
Roma đã sản sinh ra nhiều nhà văn và nhà viết kịch. Rất nhiều tác phẩm văn học viết bởi các tác giả Roma trong thời kì đầu của nền Cộng hoà có tính chất chính trị hoặc trào phúng. Đặc biệt những kết cấu tu từ của Cicero rất được ưa chuộng. Một vài trong số những vở kịch được ưa thích nhất ở thời kì đầu của nền Cộng hoà là những vở hài kịch, đặc biệt là những vở của Terence, một nô lệ La Mã đã được trả tự do bị bắt trong cuộc chiến Punic thứ nhất.

## Kĩ thuật
Thời kì này La Mã cũng đã có những đóng góp quan trọng về kĩ thuật cho sự phát triển của nền văn minh thế giới:
1. Chế tạo thủy tinh (khoảng thế kỉ đầu trước công nguyên)
2. Sử dụng chì
3. Khai thác than
4. Chế tạo xi-măng.
Họ cũng là những người đầu tiên biết đặt các thiết bị như guồng nước nhằm lợi dụng thủy năng và chế tạo ra thuyền buồm.

## Nhân khẩu học
Dân số từ thế kỷ VI TCN đến thế kỷ I CN.

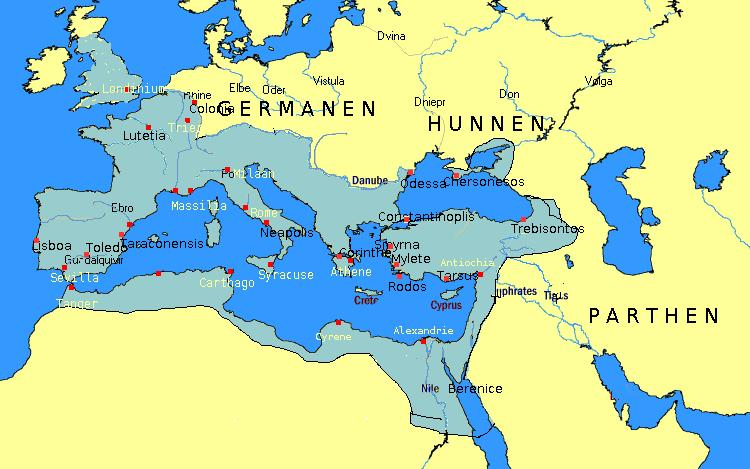
Bản đồ đế quốc Roma năm 400

| Điều tra | Dân số    | Khủng hoảng kinh tế | Chiến tranh | Dịch bệnh   |
| -------- | --------- | ------------------- | ----------- | ----------- |
| 508 TCN  | 130.000   |                     |             |             |
|          |           | 505-504 TCN         |             |             |
| 503 TCN  | 120.000   |                     |             |             |
|          |           | 499 or 496 TCN      |             |             |
| 498 TCN  | 150.700   |                     |             |             |
| 493 TCN  | 110.000   |                     |             |             |
|          |           | 492-491 TCN         |             |             |
|          |           | 486 TCN             |             |             |
| 474 TCN  | 103.000   | 474 TCN             | 474 TCN     |             |
| 465 TCN  | 104.714   |                     |             |             |
| 459 TCN  | 117.319   |                     |             |             |
|          |           | 456 TCN             |             |             |
|          |           | 454 TCN             |             | 454 TCN     |
|          |           | 440-439 TCN         |             |             |
|          |           | 433 TCN             |             | 433 TCN     |
|          |           | 428 TCN             |             | 428 TCN     |
|          |           | 412 TCN             |             | 412 TCN     |
|          |           |                     | 400 TCN     |             |
|          |           |                     | 396 TCN     |             |
| 392 TCN  | 152.573   | 392 TCN             |             | 392 TCN     |
|          |           | 390 TCN             |             | 390 TCN     |
|          |           |                     | 386 TCN     |             |
|          |           | 383 TCN             |             | 383 TCN     |
|          |           |                     | 343-341 TCN |             |
| 340 TCN  | 165.000   |                     | 340-338 TCN |             |
|          |           |                     | 326-304 TCN |             |
| 323 TCN  | 150.000   |                     |             |             |
|          |           | 299 TCN             |             |             |
|          |           |                     | 298-290 TCN |             |
| 294 TCN  | 262.321   |                     |             |             |
|          |           |                     |             | 293/292 TCN |
| 289 TCN  | 27.200    |                     |             |             |
|          |           |                     | 281 TCN     |             |
| 280 TCN  | 287.222   |                     | 280-275 TCN |             |
| 276 TCN  | 271.224   |                     |             | 276 TCN?    |
| 265 TCN  | 292.234   |                     |             |             |
|          |           |                     | 264-241 TCN |             |
| 252 TCN  | 297.797   |                     |             |             |
|          |           | 250 TCN             | 250 TCN     |             |
| 247 TCN  | 241.712   |                     |             |             |
| 241 TCN  | 260.000   |                     |             |             |
| 234 TCN  | 270.713   |                     |             |             |
|          |           | 216 TCN             | 216 TCN     |             |
|          |           | 211-210 TCN         | 211-210 TCN |             |
| 209 TCN  | 137.108   |                     |             |             |
| 204 TCN  | 214.000   | 204 TCN             |             |             |
|          |           | 203 TCN             |             |             |
|          |           | 201 TCN             |             |             |
|          |           | 200 TCN             | 200-195 TCN |             |
| 194 TCN  | 143.704   |                     |             |             |
|          |           |                     | 192-188 TCN |             |
| 189 TCN  | 258.318   |                     |             |             |
|          |           |                     |             | 187 TCN     |
|          |           |                     |             | 182-180 TCN |
| 179 TCN  | 258.318   |                     |             |             |
|          |           |                     |             | 176-175 TCN |
| 174 TCN  | 269.015   |                     |             |             |
|          |           |                     | 171-167 TCN |             |
| 169 TCN  | 312.805   |                     |             |             |
|          |           |                     |             | 165 TCN     |
| 164 TCN  | 337.022   |                     |             |             |
| 159 TCN  | 328.316   |                     |             |             |
| 154 TCN  | 324.000   |                     |             |             |
|          |           | 153 TCN             |             |             |
| 147 TCN  | 322.000   |                     |             |             |
| 142 TCN  | 322.442   |                     |             | 142 TCN     |
|          |           | 138 TCN             |             |             |
| 136 TCN  | 317.933   |                     |             |             |
| 131 TCN  | 318.823   |                     |             |             |
| 125 TCN  | 394.736   |                     |             |             |
|          |           | 123 TCN             |             |             |
| 115 TCN  | 394.336   |                     |             |             |
|          |           | 104 TCN             |             |             |
|          |           |                     |             | 87 TCN      |
| 86 TCN   | 463.000   |                     |             |             |
|          |           |                     | 75 TCN      |             |
| 70 TCN   | 910.000   |                     |             |             |
|          |           | 67 TCN              |             |             |
|          |           | 65 TCN              |             |             |
|          |           |                     | 54 TCN      |             |
|          |           |                     | 49-46 TCN   |             |
|          |           | 43 TCN              |             |             |
| 28 TCN   | 4.063.000 |                     |             |             |
|          |           | 23-22               | 23-22       |             |
| 8 TCN    | 4.233.000 |                     |             |             |
|          |           |                     | 5-6         |             |
|          |           |                     | 10          |             |
| 14       | 4.937.000 |                     |             |             |